# Премія Георга Бюхнера

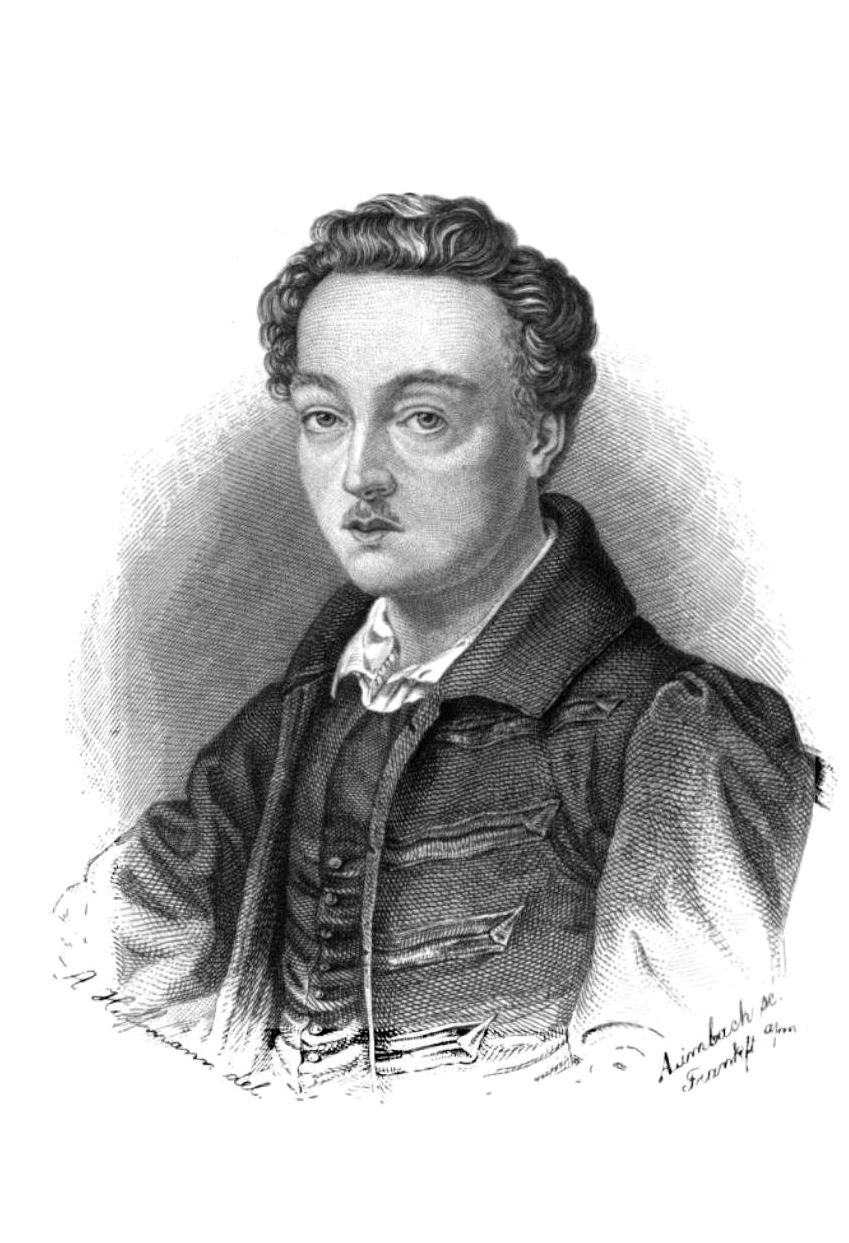
Георг Бюхнер

Премія Георга Бюхнера (нім. Georg-Büchner-Preis) — найпрестижніша літературна премія Німеччини.

## Історія премії
Була заснована 1923 року урядом федеральної землі Гессен на згадку про Георга Бюхнера, уродженця землі Гессен, як щорічна нагорода двом найбільшим діячам літератури та мистецтва. З 1933 по 1944 рік премію не присуджували. 1947 року її отримала письменниця Анна Зеґерс.
З 1951 року премія стала суто літературною та щорічно її присуджує Німецька академія мови і поезії в Дармштадті автору, літературна творчість якого «з разючою силою служить розвитку німецької мови та німецькомовної культури». Грошова винагорода становить 40 тисяч євро (стан: 2019).

## Лауреати
- 1923: Адам Карріллон (1853—1938) і Арнольд Людвіг Мендельсон (1855—1933)
- 1924: Альфред Бок (1859—1932)
- 1925: Вільгельм Міхель (1877—1942)
- 1927: Казимир Едшмід (1890—1966)
- 1929: Карл Цукмаєр (1896—1977)
- 1930: Ніколаус Шварцкопф (1884—1962)
- 1932: Альберт Рауш (1882—1949)
- 1933—1944 не присуджували
- 1945: Ганс Шибельхут (1895—1944)
- 1946: Фріц Узінгер (1895—1982)
- 1947: Анна Зегерс (1900—1983)
- 1948: Герман Гайс (1897—1967)
- 1950: Елізабет Ланггессер (1899—1950)
- 1951: Готфрід Бенн
- 1952: премію не присуджували
- 1955: Марія Луїза Кашніц
- 1956: Карл Кролов
- 1957: Еріх Кестнер
- 1958: Макс Фріш
- 1959: Гюнтер Айх
- 1960: Пауль Целан
- 1961: Ганс Еріх Носсак
- 1962: Вольфганг Кеппен
- 1963: Ганс-Магнус Енценсбергер
- 1964: Інгеборг Бахман
- 1965: Гюнтер Грасс
- 1966: Вольфганг Гільдесгаймер
- 1967: Генріх Белль
- 1968: Голо Манн
- 1969: Гельмут Гайссенбюттель
- 1970: Томас Бернгард
- 1971: Уве Йонсон
- 1972: Еліас Канетті
- 1973: Петер Гандке
- 1974: Герман Кестен
- 1975: Манес Шпербер
- 1976: Гайнц Піонтек
- 1977: Райнер Кунце
- 1978: Герман Ленц
- 1980: Кріста Вольф
- 1981: Мартін Вальзер
- 1982: Петер Вайс
- 1983: Вольфдітріх Шнурре
- 1984: Ернст Яндль
- 1985: Гайнер Мюллер
- 1986: Фрідріх Дюрренматт
- 1987: Еріх Фрід
- 1989: Бото Штраус
- 1990: Танкред Дорст
- 1991: Вольф Бірман
- 1992: Джордж Таборі
- 1994: Адольф Мушг
- 1995: Дурс Грюнбайн
- 1996: Сара Кірш
- 1997: Ганс Карл Артманн
- 1998: Ельфріде Єлінек
- 1999: Арнольд Штадлер
- 2001: Фрідеріке Майрекер
- 2003: Александр Клюге
- 2004: Вільгельм Генаціно
- 2005: Бріґітте Кронауер
- 2006: Оскар Пастіор
- 2007: Мартін Мозебах
- 2008: Йозеф Вінклер
- 2009: Вальтер Каппахер
- 2010: Райнгард Їргль
- 2011: Фрідріх Крістіан Деліус
- 2012: Феліцітас Гоппе
- 2013: Сивілла Левічарофф
- 2014: Юрген Бекер
- 2015: Райнальд Гетц
- 2016: Марсель Баєр
- 2017: Ян Вагнер
- 2018: Терезія Мора
- 2019: Лукас Берфус
- 2020: Ельке Ерб
- 2021: Клеменс Й. Зец
- 2022: Еміне Севґі Ецдамар
- 2023: Луц Зайлер
- 2024: Освальд Еґґер[1]

## Галерея

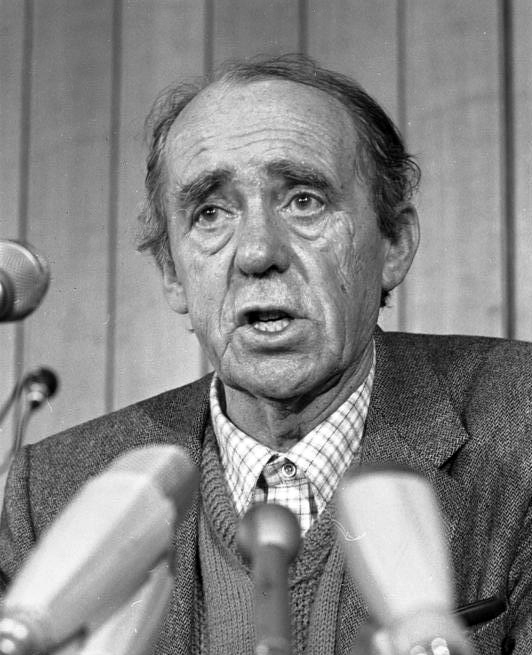
Генріх Белль, 1967
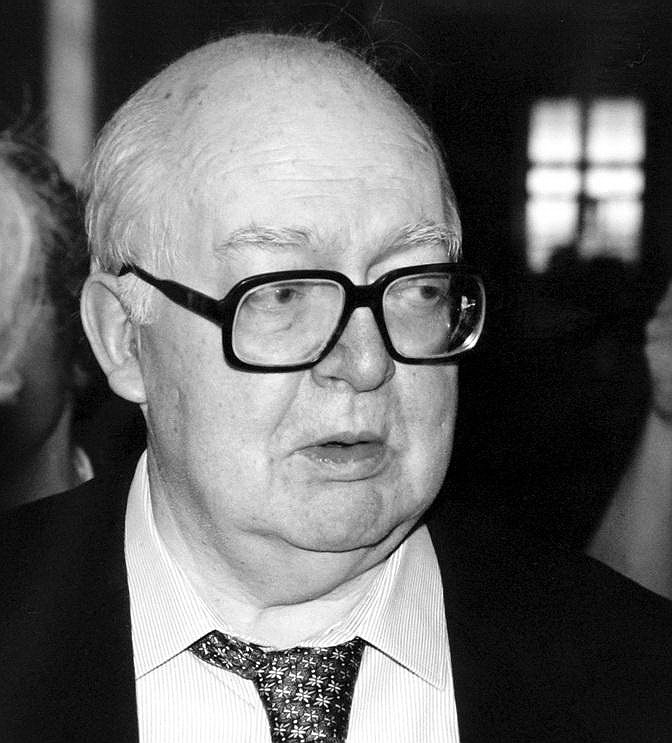
Фрідріх Дюрренматт, 1986
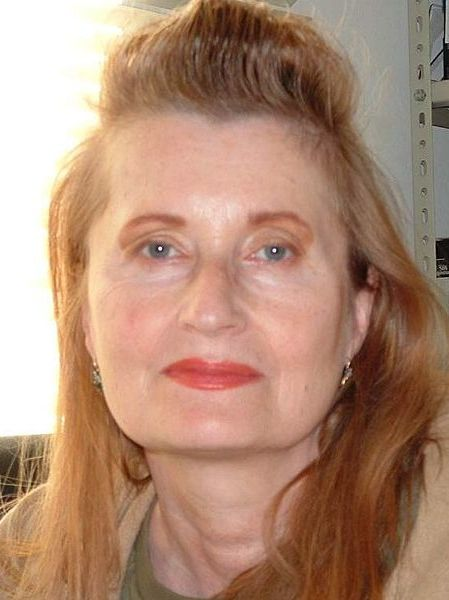
Ельфріде Єлінек, 1998
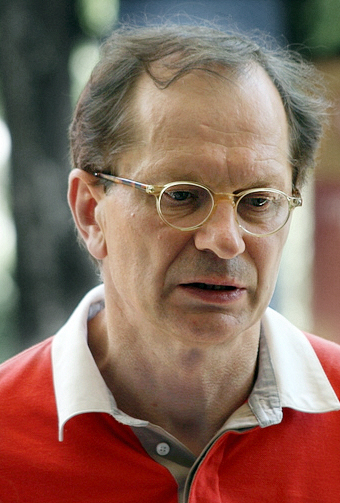
Йозеф Вінклер, 2008
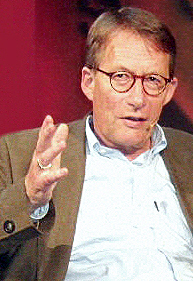
Фрідріх Крістіан Деліус, 2011
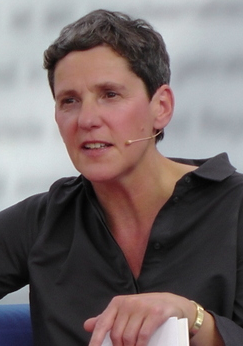
Феліцітас Гоппе, 2012
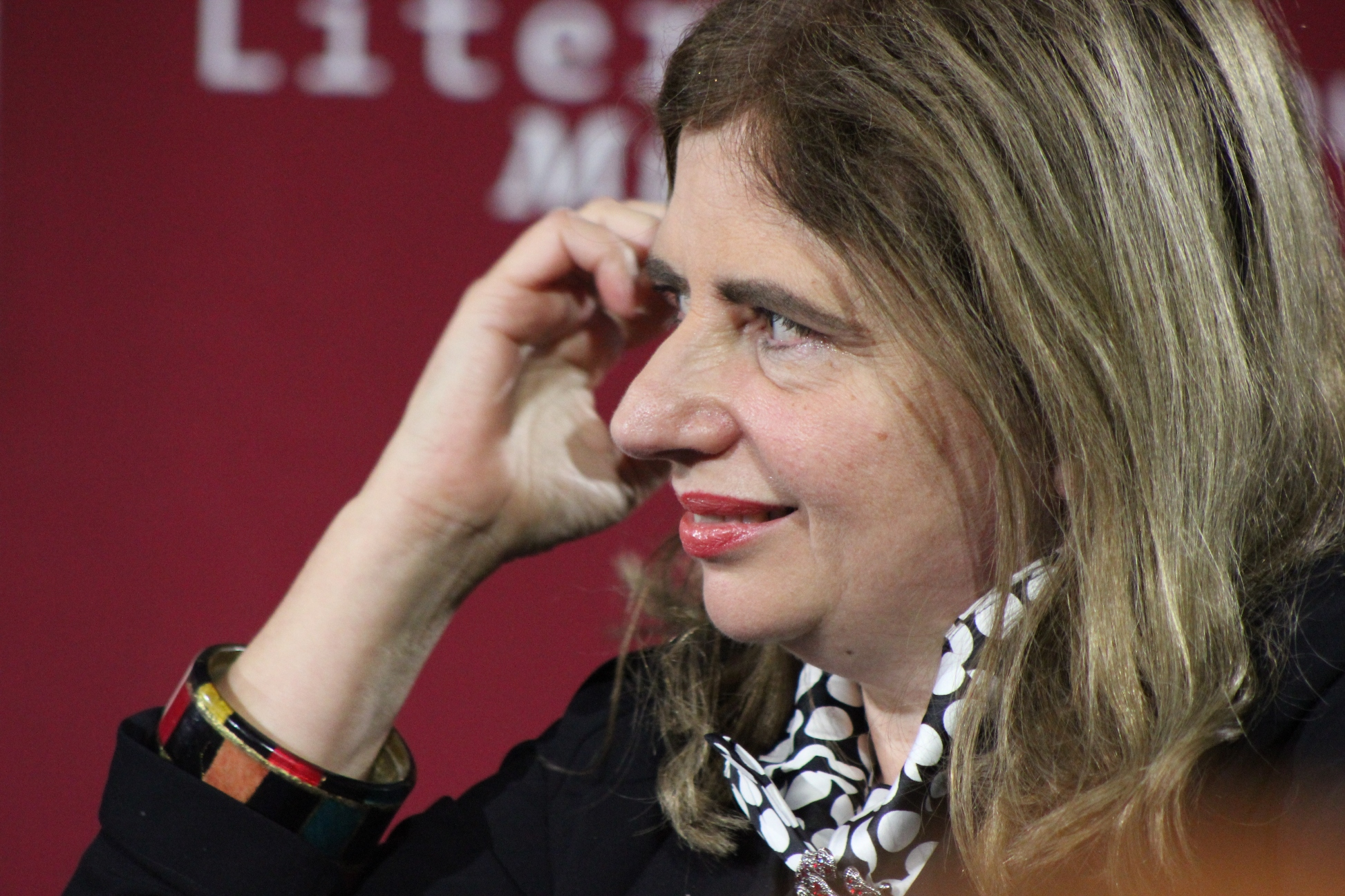
Сивілла Левічарофф, 2013